# Крестовниковское шоссе
Кресто́вниковское шоссе — историческая дорога в Москве, проходившая на территории современного Южного административного округа. Построено купцами Крестовниковыми в начале XX века. Представляло собой грунтовую дорогу, соединяющую усадьбу Загорье с посёлком Царицыно. Частично сохранилось как парковая аллея.

## История

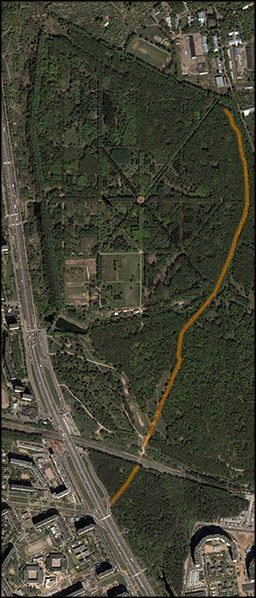
Сохранившиеся фрагменты шоссе на спутниковом снимке Бирюлевского дендропарка

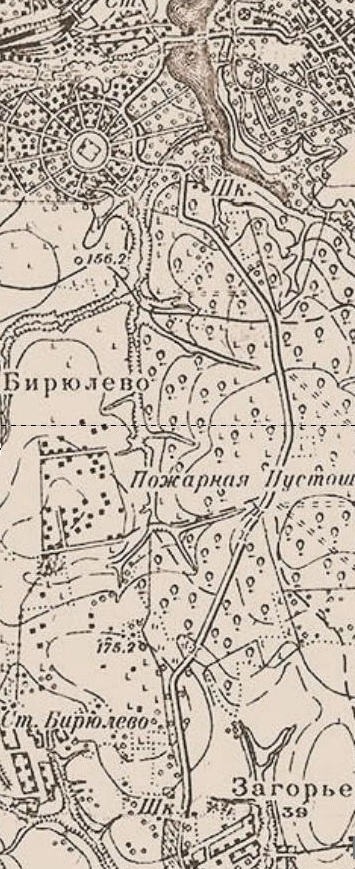
Крестовниковское шоссе на карте Подмосковья 1925г.

В конце XIX  века усадьбы Загорье перешла в собственность купеческого рода Крестовниковых и принадлежала им вплоть до революции 1917 года. При Крестовниковых Загорье стремительно благоустраивалось. В частности были высажены различные виды плодовых деревьев. Благодаря плодородным почвам Загорье всегда славилось своими ягодниками и фруктовыми садами. Большинство жителей занималось садоводством. Магазины и рынки Москвы были наполнены сельскохозяйственной продукцией, выращенной в Загорье. Крестовниковы не желали, чтобы строительство новой железной дороги от Павельца к Москве, испортило здешние сады и огороды, и, возможно, они даже откупились, чтобы
«чугунка» проследовала от Булатникова, обойдя Загорье. Таким образом, возникла необходимость в дороге, которая связала бы Загорье с уже существовавшей тогда станцией Царицыно-Дачное Московско-Курской железной дороги.
После революции шоссе эксплуатировалось организованным в Загорье совхозом имени В.И. Ленина, продолжившим деятельность по выращиванию плодово-ягодных культур.
В 1938 г. была проложена железнодорожная ветка к строящемуся МКГЗ. На месте пересечения с Крестовниковским шоссе был обустроен переезд, следы которого до сих пор сохранились в 5-м квартале дендропарка в восточной горловине станции «Обменная».
Дорога продолжала активно использоваться вплоть до начала 1970-х годов, когда началась массовая застройка Загорья и Бирюлево, ставших частью Москвы в 1960 году. По мере появления альтернативных дорог (Бирюлёвской и Липецкой улиц) значимость Крестовниковского шоссе стала теряться. Военная часть и  Бирюлёвский дендрарий, созданные на территории лесопарка ещё в 30-х, были разделены сплошным забором, «разорвавшим» шоссе на несколько отдельных частей.

## Описание
Крестовниковское шоссе  начиналось в районе пересечения современных Ягодной и Загорьевской улиц и направлялось на север, к месту, где сейчас находится дом 36/20 по Липецкой улице. Начальный участок был полностью утрачен в ходе массовой застройки 4-го микрорайона Загорья в 70-х годах прошлого века.   Далее шоссе проходило по пожарной пустоши, существовавшей в то время на территории Бирюлёвского лесопарка.  Сегодня данный фрагмент сохранился в виде 3-й Сосновой аллеи и Большого полукольца Бирюлевского дендропарка, разделённых железнодорожной веткой. Следующий участок – это часть современной 3-й Радиальной улицы, выполнявшая функцию подъездной дороги к военному городку. Далее вдоль проезда Кошкина и 1-й Радиальной улицы шоссе выходило к станции в поселке Царицыно.